# Дайяна Димитрова
Дайяна Димитрова е българска театрална и озвучаваща актриса. Известна е с озвучаването на Емили Блънт в „Мери Попинз се завръща“ и „Круиз в джунглата“.

## Биография
Родена е на 6 юни 1992 г. През 2015 г. завършва НАТФИЗ „Кръстьо Сарафов“ със специалност „Актьорско майсторство за куклен театър“ при професор Дора Рускова.
В същата година е част от трупата на Държавния куклен театър – Сливен.
Участва в спектаклите „Косвени щети“ в Театър „Азарян“, „Жената е рибя кост“ в Сити Марк Арт Център и „Оптически илюзии. Цирк“ в Театрална работилница „Сфумато“.

### Участия в театъра
Държавен куклен театър – Сливен
- „За принцесата, която...“ – постановка Дора Рускова, режисьор Ева Кьосовска[2]
- „Розовото змейче“ – режисьор Давид Бурман
- „Докосване“ – режисьор Габриела Хаджикостова
- „Копче за сън“ от Валери Петров – режисьор Злати Златев
- „Приказка за късмета“ – режисьор Ефимия Павлова

Куклен театър НАТФИЗ
- „Семейство Замза“ на Франц Кафка – режисьор Катя Петрова[3][4]

Сити Марк Арт Център
- „Жената е рибя кост“ на Йордан Йовков – режисьор Елица Йовчева[5][6][7]

Театър „Азарян“
- „Косвени щети“ на Светлана Алексиевич – режисьор Максима Боева[8][9]

Театрална работилница „Сфумато“
- „Оптически илюзии. Цирк“ на Даниил Харис, Михаил Булгаков и Юлиан Тувин – режисьор Катя Петрова, превод Ася Григорова и Патриция Николова[10][11][12][13]

През 2020 г. печели награда „Икар“ в категория „Дебют“ за изпълнението си в „Косвени щети“, заедно с Анна-Валерия Гостанян, Анелия Мангърова, Владинелла Кацарска, Елена Иванова, Катерина Стоянова и Никол Султанова.

### Кариера на озвучаваща актриса
Занимава се с озвучаване на филми и сериали от 2018 г. Озвучава и в нахсинхронните дублажи за Александра Аудио и студио Про Филмс. Измежду ролите ѝ в дублажа:
| Актриса     | Заглавия                                                           | Роли                        |
| ----------- | ------------------------------------------------------------------ | --------------------------- |
| Емили Блънт | Мери Попинз се завръща Круиз в джунглата                           | Мери Попинз Д-р Лили Хаутън |
| Зоуи Кравиц | Спайдър-Мен: В Спайди-вселената Спайдър-Мен: През Спайди-вселената | Мери Джейн Уотсън           |
| Марго Роби  | Зайчето Питър Зайчето Питър 2: По широкия свят                     | Флопси/Разказвач            |

Нахсинхронен дублаж
- „DC Лигата на супер-любимците“ – Лулу (Кейт Маккинън), 2022[15]
- „Безкрайният влак“ – Меган, 2022
- „Елфи в кухнята: Печено-сторено“ – Хариет, 2022
- „Къщата на Шумникови“ (от трети сезон) – Луси Шумникова
- „Луис и извънземните“ – Джил, 2018
- „Мега-чудесата на Калинката и Черния котарак“ – Аля Сезаре (4-ти сезон)
- „Плоуи: Сам не ще летиш!“ – Корморанка[16]
- „Покахонтас 2: Пътуване в нов свят“ – Покахонтас
- „Пълна Драмарама“ – Ноа
- „Супер Марио Bros.: Филмът“ – Принцеса Праскова (Аня Тейлър-Джой), 2023
- „Смърфовете“ – Смърфбуря, 2021

Войсоувър дублаж
- „Махарал. Тайната на талисмана“